# Ismar de Souza Carvalho
Ismar de Souza Carvalho (Resende, 7 de abril de 1962) é um paleontólogo, pesquisador e professor universitário brasileiro, autor de vários livros de referência na área.
É professor titular Universidade Federal do Rio de Janeiro (UFRJ).

## Biografia
Ismar nasceu na cidade carioca de Resende, em 1962. Cursou geologia de 1980 a 1984 na Universidade de Coimbra e de volta ao Brasil, ingressou na pós-graduação, pela Universidade Federal do Rio de Janeiro (UFRJ), onde fez mestrado e doutorado. Sua tese, Os conchostráceos fósseis das bacias interiores do Nordeste do Brasil, foi defendida em 1993. Entre 1998 e 1999 fez estágio de pós-doutorado pela Universidade Estadual Paulista Júlio de Mesquita Filho (UNESP).
É professor do Instituto de Geociências da UFRJ, divulgador científico e autor de livros de referência na área de paleontologia. É responsável pela descoberta do pássaro fóssil mais antigo do Brasil, encontrado na Chapada do Araripe, no Cariri cearense, com cerca de 115 milhões de anos. Era um pássaro pequeno, do tamanho de um beija-flor, que representa o mais completo registro desse tipo de animal de todo o antigo Gondwana.
É coordenador da  Casa de Pedra, pertencente à UFRJ com o apoio da Associação Brasileira de Géologos do Petróleo. A casa oferece alojamento, refeições e laboratórios para que estudantes e pesquisadores possam realizar trabalhos de campo e coleta de fósseis pela Bacia do Araripe, na divisa entre Pernambuco e Ceará.

## Livros
- Paleontologia, 2004
- Paleontologia, cenários da vida, 2007
- Paleontologia - Volume 1 - Conceitos e Métodos, 2011, ed. Interciência
- Paleontologia - Volume 2 - Microfósseis e paleoinvertebrados, 2011, ed. Interciência
- Paleontologia - Volume 3 - Paleovertebrados e Paleobotânica, 2011, ed. Interciência